# طواف هوت فار 2025
طواف هوت فار 2025 (بالفرنسية: Tour des Alpes-Maritimes 2025) هو سباق دراجات هوائية، وهو الموسم السابع والخمسين من طواف هوت فار، وأقيم خلال الفترة من 17 فبراير 2025، وحتى 19 فبراير 2025.
فاز بالمركز الأول كريستيان سكاروني ‏، وحلَّ في المركز الثاني Santiago Buitrago ‏، بينما جاء Lenny Martinez ‏ في المركز الثالث.

## الفرق
| فرق عالمية (8)- Cofidis - Decathlon AG2R La Mondiale Team - Groupama-FDJ - EF Education-EasyPost - Arkéa-B&B Hotels - Intermarché-Wanty - XDS Astana Team - Bahrain-Victorious فرق برو (3)- Team TotalEnergies - Israel-Premier Tech - Unibet Tietema Rockets ‏ فرق قارية (5)- Nice Métropole Côte d'Azur ‏ - إتش بي بي تي بي – أوبير 93 ‏ - CIC U Nantes Atlantique ‏ - Van Rysel–Roubaix ‏ - Lotto Development Team ‏ |  |
| |  |

## المراحل
| قائمة المراحل | قائمة المراحل | قائمة المراحل                               | قائمة المراحل      | قائمة المراحل | قائمة المراحل | قائمة المراحل     | قائمة المراحل     |
| المرحلة       | التاريخ       | الدورة                                      |                    | المسافة (كم)  | الارتفاع      | الفائز بالمرحلة   | القائد العام      |
| ------------- | ------------- | ------------------------------------------- | ------------------ | ------------- | ------------- | ----------------- | ----------------- |
| المرحلة 1     | 22 فبراير     | كونت، الألب الجبلية – غوردون، الألب الجبلية | مرحلة جبلية متوسطة | 162٫4         | 4٬600 م       | كريستيان سكاروني ‏ | كريستيان سكاروني ‏ |
| المرحلة 2     | 23 فبراير     | فيلفرانش سور مير – فينس، الألب الجبلية      | مرحلة جبلية متوسطة | 131           | 3٬400 م       | Dorian Godon ‏     | كريستيان سكاروني ‏ |

## النتيجة

### مرحلة 1
هي مرحلة جبلية متوسطة، أقيمت في 22 فبراير 2025، وامتدّت لمسافة 162.4 كيلومتر. فاز بالمركز الأول، وتصدر الترتيب العام كريستيان سكاروني ‏.
| التصنيف العام | التصنيف العام             | التصنيف العام                         | التصنيف العام | التصنيف العام |
| العداء        | العداء                    | الفريق                                | الوقت         |               |
| ------------- | ------------------------- | ------------------------------------- | ------------- | ------------- |
| 1             | كريستيان سكاروني ‏         | فريق آستانا                           | 7 س 28 د 46 ث |               |
| 2             | Santiago Buitrago ‏        | فريق البحرين ميريدا للدراجات الهوائية | + 6 ث         |               |
| 3             | Lenny Martinez (cyclist) ‏ | فريق البحرين ميريدا للدراجات الهوائية | + 12 ث        |               |
| 4             | Joseph Blackmore ‏         | إسرائيل - بريمير تيك                  | + 57 ث        |               |
| 5             | لورينزو فورتوناتو         | فريق آستانا                           | + 58 ث        |               |
| 6             | ويليام مارتن              | إف دي جي                              | + 59 ث        |               |
| 7             | Jarno Widar ‏              | Lotto Development Team ‏               | + 59 ث        |               |
| 8             | Aurélien Paret-Peintre ‏   | أيه إل أم                             | + 1 د 04 ث    |               |
| 9             | ريتشارد كاراباز           | إي أف إديوكيشن نيبو                   | + 1 د 11 ث    |               |
| 10            | فرنسا                     |                                       | + 1 د 15 ث    |               |
|               |                           |                                       |               |               |
|               |                           |                                       |               |               |

### مرحلة 2
هي مرحلة جبلية متوسطة، أقيمت في 23 فبراير 2025، وامتدّت لمسافة 131 كيلومتر. فاز بالمركز الأول Dorian Godon ‏، وتصدر الترتيب العام كريستيان سكاروني ‏.

## التصنيف العام النهائي
| التصنيف العام | التصنيف العام             | التصنيف العام                         | التصنيف العام | التصنيف العام |
| العداء        | العداء                    | الفريق                                | الوقت         |               |
| ------------- | ------------------------- | ------------------------------------- | ------------- | ------------- |
| 1             | كريستيان سكاروني ‏         | فريق آستانا                           | 7 س 28 د 47 ث |               |
| 2             | Santiago Buitrago ‏        | فريق البحرين ميريدا للدراجات الهوائية | + 10 ث        |               |
| 3             | Lenny Martinez (cyclist) ‏ | فريق البحرين ميريدا للدراجات الهوائية | + 12 ث        |               |
| 4             | Joseph Blackmore ‏         | إسرائيل - بريمير تيك                  | + 57 ث        |               |
| 5             | لورينزو فورتوناتو         | فريق آستانا                           | + 58 ث        |               |
| 6             | ويليام مارتن              | إف دي جي                              | + 59 ث        |               |
| 7             | Jarno Widar ‏              | Lotto Development Team ‏               | + 59 ث        |               |
| 8             | Aurélien Paret-Peintre ‏   | أيه إل أم                             | + 1 د 04 ث    |               |
| 9             | ريتشارد كاراباز           | إي أف إديوكيشن نيبو                   | + 1 د 11 ث    |               |
| 10            | Louis Barré ‏              | انترمارشي وانتي جوبيرت ماتيرو         | + 1 د 15 ث    |               |
|               |                           |                                       |               |               |
|               |                           |                                       |               |               |

### تصنيف النقاط
| تصنيف النقاط | تصنيف النقاط         | تصنيف النقاط                   | تصنيف النقاط | تصنيف النقاط |
| العداء       | العداء               | الفريق                         | النقاط       |              |
| ------------ | -------------------- | ------------------------------ | ------------ | ------------ |
| 1            | Joseph Blackmore ‏    | إسرائيل - بريمير تيك           | 12 نقطة      |              |
| 2            | Dorian Godon ‏        | أيه إل أم                      | 10 نقطة      |              |
| 3            | Louis Barré ‏         | انترمارشي وانتي جوبيرت ماتيرو  | 6 نقطة       |              |
| 4            | كريستيان سكاروني ‏    | فريق آستانا                    | 4 نقطة       |              |
| 5            | Nicola Conci ‏        | فريق آستانا                    | 4 نقطة       |              |
| 6            | Harry Sweeny ‏        | إي أف إديوكيشن نيبو            | 4 نقطة       |              |
| 7            | Edoardo Zamperini ‏   | Arkéa–B&B Hôtels Continentale ‏ | 2 نقطة       |              |
| 8            | لورينزو فورتوناتو    | فريق آستانا                    | 2 نقطة       |              |
| 9            | Clément Champoussin ‏ | فريق آستانا                    | 2 نقطة       |              |
| 10           | Riley Sheehan ‏       | إسرائيل - بريمير تيك           | 2 نقطة       |              |
|              |                      |                                |              |              |
|              |                      |                                |              |              |

### تصنيف الجبال
| تصنيف الجبال | تصنيف الجبال         | تصنيف الجبال                          | تصنيف الجبال | تصنيف الجبال |
| العداء       | العداء               | الفريق                                | النقاط       |              |
| ------------ | -------------------- | ------------------------------------- | ------------ | ------------ |
| 1            | كيني مولي            | Van Rysel–Roubaix ‏                    | 41 نقطة      |              |
| 2            | Harry Sweeny ‏        | إي أف إديوكيشن نيبو                   | 41 نقطة      |              |
| 3            | إيطاليا              | Unibet Tietema Rockets ‏               | 27 نقطة      |              |
| 4            | Louis Barré ‏         | انترمارشي وانتي جوبيرت ماتيرو         | 18 نقطة      |              |
| 5            | Edoardo Zamperini ‏   | Arkéa–B&B Hôtels Continentale ‏        | 18 نقطة      |              |
| 6            | أودد كريستيان إيكينغ | Unibet Tietema Rockets ‏               | 15 نقطة      |              |
| 7            | Célestin Guillon ‏    | Van Rysel–Roubaix ‏                    | 10 نقطة      |              |
| 8            | جاك هايغ             | فريق البحرين ميريدا للدراجات الهوائية | 8 نقطة       |              |
| 9            | Darren van Bekkum ‏   | فريق آستانا                           | 8 نقطة       |              |
| 10           | كريستيان سكاروني ‏    | فريق آستانا                           | 6 نقطة       |              |
|              |                      |                                       |              |              |
|              |                      |                                       |              |              |

## تصنيف الفرق

### الفرق حسب الوقت
| تصنيف الفرق حسب الوقت | تصنيف الفرق حسب الوقت                 | تصنيف الفرق حسب الوقت | تصنيف الفرق حسب الوقت |
| الفريق                | الفريق                                | الوقت                 |                       |
| --------------------- | ------------------------------------- | --------------------- | --------------------- |
| 1                     | فريق البحرين ميريدا للدراجات الهوائية | 22 س 28 د 28 ث        |                       |
| 2                     | فريق آستانا                           | + 38 ث                |                       |
| 3                     | أيه إل أم                             | + 6 د 38 ث            |                       |
| 4                     | انترمارشي وانتي جوبيرت ماتيرو         | + 6 د 57 ث            |                       |
| 5                     | إي أف إديوكيشن نيبو                   | + 8 د 22 ث            |                       |
| 6                     | إف دي جي                              | + 11 د 48 ث           |                       |
| 7                     | Unibet Tietema Rockets ‏               | + 11 د 55 ث           |                       |
| 8                     | فورتنيو سامسيك                        | + 13 د 06 ث           |                       |
| 9                     | إسرائيل - بريمير تيك                  | + 14 د 55 ث           |                       |
| 10                    | لوتو سودال                            | + 20 د 17 ث           |                       |
|                       |                                       |                       |                       |
|                       |                                       |                       |                       |

## تصانيف فرعية

### تصنيف أفضل شاب
| تصنيف أفضل شاب | تصنيف أفضل شاب            | تصنيف أفضل شاب                        | تصنيف أفضل شاب | تصنيف أفضل شاب |
| العداء         | العداء                    | الفريق                                | الوقت          |                |
| -------------- | ------------------------- | ------------------------------------- | -------------- | -------------- |
| 1              | Lenny Martinez (cyclist) ‏ | فريق البحرين ميريدا للدراجات الهوائية | 7 س 28 د 59 ث  |                |
| 2              | Joseph Blackmore ‏         | إسرائيل - بريمير تيك                  | + 45 ث         |                |
| 3              | Jarno Widar ‏              | Lotto Development Team ‏               | + 47 ث         |                |
| 4              | Louis Barré ‏              | انترمارشي وانتي جوبيرت ماتيرو         | + 1 د 03 ث     |                |
| 5              | فرنسا                     | CIC U Nantes Atlantique ‏              | + 1 د 13 ث     |                |
| 6              | Adrien Maire ‏             | Unibet Tietema Rockets ‏               | + 1 د 46 ث     |                |
| 7              | Ewen Costiou ‏             | فورتنيو سامسيك                        | + 1 د 50 ث     |                |
| 8              | Riley Sheehan ‏            | إسرائيل - بريمير تيك                  | + 2 د 07 ث     |                |
| 9              | Simone Gualdi ‏            | Wanty–Nippo–ReUz ‏                     | + 2 د 29 ث     |                |
| 10             | Martin Tjøtta ‏            | فورتنيو سامسيك                        | + 2 د 29 ث     |                |
|                |                           |                                       |                |                |
|                |                           |                                       |                |                |